# Крис Муни
Крис Муни (на английски: Chris Mooney) е американски писател на бестселъри в жанра трилър.

## Биография и творчество
Крис Муни е роден през 1969 г. в Лин, Масачузетс, САЩ. Баща му е инженер от „Дженерал Електрик“, а майка му е счетоводителка. Израства в родния си град. Учи в гимназия „Сейнт Джон“ в Денвър.
Дипломира се с бакалавърска степен по английски език от Университета на Ню Хемпшир. Кандидатства там за продължаване на обучението си по творческо писане, но не е приет, въпреки че е спечелил награда за това в университета. Прехвърля се в Бостън и получава магистърска степен по творческо писане от Североизточния университет.
След дипломирането приема работа в центъра на града и продължава да пише започнатия в колежа роман с работното заглавие „Deeper Into Black“. Отнема му 2 години да го завърши, и още 2 да намери литературен агент. С помощта на агента си Пам Бърнстейн и редактора Ричард Марек ръкописът на трилъра е преработен и е публикуван през 2000 г. под заглавието „Deviant Ways“. Той е приет добре от читателите и критиката и Крис Муни се посвещава на писателската си кариера.
Преподавал е творческо писане в университета в Харвард.
Крис Муни живее със семейството си в Бостън.

## Произведения

### Самостоятелни романи
- Deviant Ways (2000)
- World Without End (2001)
- Да помним Сара, Remembering Sarah (2004)
- Kendo (2005)

### Серия „Дарби МакКормик“ (Darby McCormick)
1. Изчезналите, The Missing (2007)
2. The Secret Friend (2008)
3. The Dead Room (2009)
4. The Soul Collectors (2010)
5. Fear the Dark (2015)
6. Every Three Hours (2016)
7. Every Pretty Thing (2017)

### Серия „Малкълм Флетчър“ (Malcolm Fletcher)
1. The Killing House (2012)

### Новели
- Falling (2012)